# Story Musgrave
Franklin Story Musgrave (født 19. august 1935) er en amerikansk MD og pensioneret NASA-astronaut. Han er i dag taler og konsulent for Disneys Imagineering gruppe og Applied Minds i Californien.
Han blev født i Boston, Massachusetts, men betragter Lexington, Kentucky som sin hjemby.[kilde mangler] Han har seks børn, hvoraf én er død. Hans hobbyer er skak, flyvning, havebrug, litteraturvidenskab, poesi, mikrocomputere, faldskærmsudspring, fotografering, læsning, løb, sportsdykning og svæveflyvning.

## Uddannelse
Story Musgrave gik på Dexter School i Brookline, Massachusetts og Skt. Mark's School i Southborough, Massachusetts, fra 1947 til 1953, men forlod skolen kort før dimissionen uden at få sit high school diploma. Han fik en BS-grad i matematik og statistik fra Syracuse University i 1958, en MBA i operationsanalyse og programmering fra University of California, Los Angeles i 1959, en BA-grad i kemi fra Marietta College i 1960, en MD-grad fra Columbia University College of Physicians and Surgeons i 1964, en MS i fysiologi og biofysik fra University of Kentucky i 1966 og en MA i litteratur fra University of Houston–Clear Lake i 1987.

## Organisationer
Han er medlem af Alpha Kappa Psi, American Association for the Advancement of Science, Beta Gamma Sigma, Civil Aviation Medical Association, Flying Physicians Association, International Academy of Astronautics, Marine Corps Aviation Association, National Aeronautic Association, National Aerospace Education Council, National Geographic Society, Navy League, New York Academy of Sciences, Omicron Delta Kappa, Phi Delta Theta, Soaring Club of Houston, Soaring Society of America og United States Parachute Association.

## Medaljer og ærestitler
- National Defense Service Medal og en Meritorious Unit Commendation som medlem af United States Marine Corps Squadron VMA-212 (1954)
- United States Air Force Post-doctoral Fellowship (1965–1966)
- National Heart Institute Post-doctoral Fellowship (1966–1967)
- Reese Air Force Base Commander's Trophy (1969)
- American College of Surgeons I.S. Ravdin Lecture (1973)
- NASA Exceptional Service Medals, (1974, 1986)
- Flying Physicians Association Airman of the Year Award (1974 & 1983)
- NASA Space Flight Medal, (1983, 1985, 1989, 1991, 1993, 1996)
- NASA Distinguished Service Medal, (1992)

## Militærkarriere
Musgrave kom i United States Marine Corps i 1953 som flyelektriker og instrumenttekniker, samt klarmelder, mens han var i Korea, Japan og Hawaii, samt om bord på hangarskibet USS Wasp i Østen. Han har over 17.700 flyvetimer i 160 forskellige typer af civile og militære flytyper, inklusiv 7.500 timer i jetfly. Han er en FAA-certificeret instruktør, instrumentinstruktør, svæveflysinstruktør, og civil transportpilot, samt blevet godkendt som pilot i U.S. Air Force. Han er desuden en erfaren faldskærmsspringer og har gennemført mere end 500 fritfaldsudspring — inklusiv over 100 eksperimentale frie fald i forbindelse med studier i menneskelig aerodynamik.

## Civil karriere
Musgrave var ansat som matematisk- og operationsanalytiker af Eastman Kodak Company, Rochester, New York, i 1958.

## Medicinsk karriere
Han havde en turnustid på kirurgisk afdeling på University of Kentucky Medical Center i Lexington fra 1964 til 1965, og forsatte samme sted på et U.S. Air Force post-doctoral stipendiat (1965–1966), med arbejde indenfor flyvemedicin og fysiologi, og som en National Heart Institute post-doctoral docent (1966–1967), hvor han underviste og lavede forskning i kardiovaskulær- og træningsfysiologi. Fra 1967 til 1989, forsatte han med klinisk og videnskabelig træning som en deltidskirurg på Denver General Hospital (i dag kendt som Denver Health Medical Center), og som deltidsprofessor i fysiologi og biofysik ved University of Kentucky Medical Center.
Han har skrevet 25 videnskabelige afhandlinger indenfor flyvemedicin og fysiologi, varmeregulering, træningsfysiologi, og klinisk kirurgi.

## NASA-karriere
Musgrave blev valgt til forskerastronaut af NASA i august 1967. Han gennemførte den akademiske træning som astronaut og arbejdede derefter på design og udviklingen af Skylab. Han var backup-astronaut til den første Skylabmission, og var CAPCOM for den anden og tredje Skylabmission. Musgrave deltog i designet og udviklingen af al rumfærgens rumvandringsudstyr, deriblandt rumdragter, iltsystemer, luftsluser og rumscootere. Fra 1979 til 1982, og fra 1983 til 1984, var han placeret som test- og godkendelsespilot i Shuttle Avionics Integration Laboratory ved JSC.
Han arbejdede som rumfærge-kommunikator (CAPCOM) for STS-31, STS-35, STS-36, STS-38 og STS-41, og ledede CAPCOM for en række senere flyvninger. Han var missionsspecialist på STS-6 i 1983, STS-51-F/Spacelab-2 i 1985, STS-33 i 1989 og STS-44 i 1991, var payload commander på STS-61 i 1993, og en missionsspecialist på STS-80 i 1996. Som veteran med seks rumflyvninger har Musgrave sammenlagt været i rummet i 1.281 timer 59 minutter og 22 sekunder.
Musgrave er den eneste astronaut, der har fløjet missioner i alle NASA's fem rumfærger og den sidste astronaut fra Apollo-æraen med aktiv flystatus der er pensioneret. Før John Glenns tilbagevenden til rummet i 1998, havde Musgrave rekorden som den ældste person i rummet, i en alder af 62. Han blev pensioneret fra NASA i 1997.

## Rumflyvninger
Musgrave første rumflyvning var med STS-6, der lettede fra Kennedy Space Center d. 4. april 1983 og landede på Edwards Air Force Base i Californien d. 9. april 1983. På Challengers jomfruflyvning udførte besætningen den første udsætning af en IUS/TDRS-satellit fra rumfærgen, og Musgrave og Don Peterson udførte den første rumfærgebaserede rumvandring (EVA) for at teste de nye rumdragter og konstruktions- og reparationsudstyr og -procedurer. Missionens længde var 5 dage, 23 minutter, 42 sekunder.
På STS-51-F/Spacelab-2, lettede mandskabet om bord på Challenger fra Kennedy Space Center, Florida, den 29. juli 1985, og landede på Edwards Air Force Base, Californien, d. 6. august 1985. Denne flyvning var den første Spacelab-mission uden trykmoduler og den første mission der benyttede Spacelab Instrument Pointing-systemet (IPS). Den medbragte 13 større eksperimenter indenfor astronomi, astrofysik, og biovidenskab. Under denne mission virkede Musgrave som flymaskinist under opsendelsen og landingen, og som pilot i kredsløbet. Missionen varede 7 dage, 22 timer, 45 minutter, 26 sekunder.
På STS-33, fløj Musgrave med Discovery, der lettede fra Kennedy Space Center, Florida, om natten den 22. november 1989. Denne hemmeligstemplede mission foretog udsættelser af satellitter for Pentagon. Efter 79 omløb, sluttede missionen d. 27. november 1989, med en landing ved solopgang på landingsbane 04 på Edwards Air Force Base, Californien. Missionen varede 5 dage, 7 minutter, 32 sekunder.
STS-44, lettede også om natten den 24. november 1991. Det primære formål for missionen blev fuldført efter en succesfuld deployering af en Defense Support Program (DSP) satellit med et Inertial Upper Stage (IUS) rakettrin. Derudover gennemførte mandskabet også to Military Man in Space-eksperimenter, tre strålingsmåling eksperimenter, og talrige medicinske forsøg som dokumentation for længere rumfærgeflyvninger. Missionen afsluttedes efter 110 omløb da Atlantis returnerede til landing på Edwards Air Force Base, Californien, den 1. december 1991. Missionen varede 6 dage, 22 timer, 50 minutter, 42 sekunder.
STS-61 var den første service- og reparationsmission af Hubble-rumteleskopet. Efter en natlig opsendelse fra Kennedy Space Center 2. december 1993, mødtes Endeavour med og indfangede teleskopet. Under den 11 dage lange flyvning, blev Hubble ført tilbage til sin optimale tilstand efter arbejde af to par af astronauter efter en rekord på fem rumvandringer. Musgrave udførte 3 af disse rumvandringer. Efter at have rejst 7.135.464 km på 163 jordomløb, landede Endeavour om natten i Florida den 13. december 1993. Missionen varede 10 dage, 19 timer, 59 minutter.
På STS-80 (19. november–7. december 1996), deployerede og indsamlede mandskabet om bord på Columbia Wake Shield Facility (WSF) og Orbiting Retrievable Far and Extreme Ultraviolet Spectrometer (ORFEUS) satellitterne. Den fritflyvende WSF skabte et supervakuum i dens slipstrøm, hvor man kan skabe thin film til brug i halvledere og i elektronikindustrien. ORFEUS instrumenterne, indfattet på den genbrugelige Shuttle Pallet Satellite, studerede oprindelsen og sammensætningen af stjerner. Under genindtrædelsen i atmosfæren og landingen, stod Musgrave i cockpittet og holdt et videokamera pegende ud af vinduet. Således kunne han for første gang optage de plasmastrømme der opstår over rumfærgens skrog, og han er stadig den eneste astronaut der har set dem med egne øjne. Ved afslutningen af denne mission kunne han logføre en rekord på 278 jordomløb, 11 millioner km på 17 dage, 15 timer, og 53 minutter. Musgrave siges også at have set en ufo under en flyvning.

## Andet
Musgrave har haft flere cameoroller i dokumentarprogrammer bl.a. i filmen "Mission to Mars" (2000), som "3. CAPCOM" (Capsule Communicator) og tv-showet Ti Tommelfingre af Touchstone Television.